# 奇奇梅克人

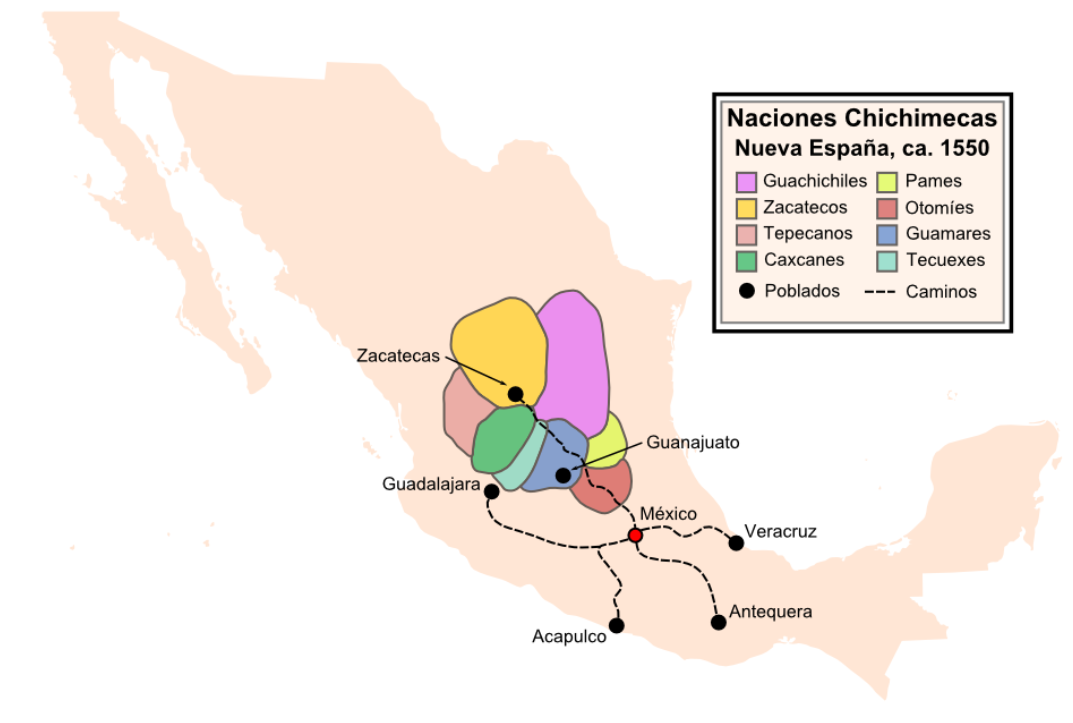
1550年前后奇奇梅克人定居的核心区域（西班牙语）

奇奇梅克人（[tʃiːtʃiːˈmeːkaʔ]，[tʃitʃiˈmeka] ⓘ）是墨西哥原住民族纳瓦人对生活在今日墨西哥北部的游牧及半游牧民族的称呼，一般被认为带有贬义。奇奇梅克人的称呼被西班牙殖民者采用。学者夏洛特·格雷迪（Charlotte M. Gradie）将奇奇梅克人定义为“居住在墨西哥谷北方的野蛮的游牧民”。奇奇梅克人没有固定的居所，依靠游猎为生。
“奇奇梅克”在纳瓦特尔语中的寓意为“来自奇奇曼（Chichiman）的人”，奇奇曼意为“牛奶之地”。在纳瓦特尔语中与奇奇梅克人相对的概念是托尔特克人（Toltecatl），源于古城市文明托尔特克，引申义即城市人。
当西班牙殖民者发现奇奇梅克人的分布区域存在银矿并希望开采时，遭到了当地人顽强的抵抗。西班牙人和奇奇梅克人持续时间最长的战争是1550年至1591年进行的奇奇梅克战争，西班牙军希望利用“血与火”的战争击退奇奇梅克人，但疲于应对奇奇梅克人的小规模游击战，不得不向对方求和。西班牙人向奇奇梅克人提供食物、工具、牲畜和土地，教授他们农业技术、向其传教，最终在一个世纪内将之成功同化。
奇奇梅克人语言各异。现代的奇奇梅克文化几乎灭绝，融入梅斯蒂索或其他原住民文化，曾经被划为奇奇梅克的民族几乎成为历史名词。现只有墨西哥瓜納華托州的奇奇梅克-霍纳斯人以奇奇梅克为名。

### 书目
- Andrews, J. Richard.  Revised. Norman: University of Oklahoma Press. 2003.
- Gradie, Charlotte M. . Americas (The Americas, Vol. 51, No. 1). 1994, 51 (1): 67–88. JSTOR 1008356. doi:10.2307/1008356.
- Karttunen, Frances. . Austin: University of Texas Press. 1983.
- Lockhart, James. . Stanford University Press. 2001.
- Lumholtz, Carl.  reprint. New York: Dover Publications. 1987 [1900].
- Powell, Philip Wayne. . Berkeley, CA: University of California Press. 1969.
- Secretariá de Turismo del Estado de Zacatecas. . 2005  [2018-11-15]. （原始内容存档于2012-03-06） （西班牙语）.
- Smith, Michael E.  (PDF online facsimile). Ethnohistory (Columbus, OH: American Society for Ethnohistory). 1984, 31 (3): 153–186  [2018-11-15]. ISSN 0014-1801. JSTOR 482619. OCLC 145142543. doi:10.2307/482619. （原始内容存档 (PDF)于2018-10-08）.